# 24 uur van Daytona 1982
De 24 uur van Daytona 1982 was de 20e editie van deze endurancerace. De race werd verreden op 30 en 31 januari 1982 op de Daytona International Speedway nabij Daytona Beach, Florida.
De race werd gewonnen door de JLP Racing #18 van John Paul sr., John Paul jr. en Rolf Stommelen. Voor Stommelen was het zijn vierde Daytona-zege, waarmee hij op gelijke hoogte kwam met recordhouders Peter Gregg, Pedro Rodríguez de la Vega en Hurley Haywood. Vader en zoon Paul behaalden allebei hun eerste overwinning. De GTO-klasse werd gewonnen door de Mazda of North America #77 van Yoshimi Katayama, Takashi Yorino en Yojiro Terada. De GTU-klasse werd gewonnen door de Kent Racing #98 van Kathy Rude, Lee Mueller en Allan Moffat.

## Race
Winnaars in hun klasse zijn vetgedrukt.
| Pos. | Klasse | No. | Team                          | Coureurs                                      | Chassis                 | Ronden |
| ---- | ------ | --- | ----------------------------- | --------------------------------------------- | ----------------------- | ------ |
| 1    | GTP    | 18  | JLP Racing                    | John Paul sr. John Paul jr. Rolf Stommelen    | Porsche 935             | 719    |
| 2    | GTP    | 5   | Bob Akin Motor Racing         | Bob Akin Craig Siebert Derek Bell             | Porsche 935             | 708    |
| 3    | GTP    | 46  | Garretson Enterprises         | Mauricio de Narváez Bob Garretson Jeff Wood   | Porsche 935             | 683    |
| 4    | GTO    | 77  | Mazda of North America        | Yoshimi Katayama Takashi Yorino Yojiro Terada | Mazda RX-7              | 644    |
| 5    | GTO    | 05  | T&R Racing                    | Ernesto Soto Rene Rodriguez Tico Almeida      | Porsche 911 Carrera RSR | 642    |
| 6    | GTU    | 98  | Kent Racing                   | Kathy Rude Lee Mueller Allan Moffat           | Mazda RX-7              | 640    |
| 7    | GTU    | 92  | Kent Racing                   | Jim Mullen Walt Bohren Ron Grable             | Mazda RX-7              | 632    |
| 8    | GTP    | 26  | Auriga Racing                 | Tom Nehl Tommy Riggins Nelson Silcox          | Chevrolet Camaro        | 626    |
| 9    | GTO    | 24  | 901 Shop                      | Jack Refenning Ren Tilton Rusty Bond          | Porsche 934             | 618    |
| 10   | GTU    | 38  | Mandeville Racing Enterprises | Roger Mandeville Amos Johnson Jeff Kline      | Mazda RX-7              | 615    |
| 11   | GTO    | 36  | Herman & Miller P&A           | Paul Miller Pat Bedard Jürgen Barth           | Porsche 924 Carrera GTR | 608    |
| 12   | GTO    | 37  | Kend Co. Enterprises          | Dick Neland Ed Kuhel Nort Northam             | Chevrolet Camaro        | 602    |
| 13   | GTP    | 86  | Bayside Disposal Racing       | Hurley Haywood Bruce Leven Al Holbert         | Porsche 935             | 598    |
| 14   | GTU    | 63  | Downing/Atlanta Racing        | Tom Waugh Jim Downing John Maffucci           | Mazda RX-7              | 590    |
| 15   | GTU    | 57  | Red Roof Inn                  | Doug Carmean John O'Steen Ed Primm            | Mazda RX-7              | 584    |
| 16   | GTO    | 35  | W-S Enterprises               | M. L. Speer Ray Ratcliff Terry Wolters        | Porsche 911 Carrera RSR | 583    |
| 17   | GTO    | 01  | Marketing Corp. of America    | John Morton Tom Klausler                      | Ford Mustang            | 569    |
| DNF  | GTU    | 66  | Dunham Trucking               | Jack Dunham Scott Smith Scott Smith jr.       | Mazda RX-7              | 562    |
| 19   | GTO    | 58  | Brumos Racing                 | Doc Bundy Jim Busby Manfred Schurti           | Porsche 924 Carrera GTR | 558    |
| 20   | GTO    | 88  | Bob Beasley                   | Bob Beasley George Stone Jack Lewis           | Porsche 911 Carrera RSR | 558    |
| 21   | GTP    | 444 | Group 44                      | Bob Tullius Bill Adam Gordon Smiley           | Jaguar XJS              | 533    |
| 22   | GTO    | 72  | Carrera Motorsports           | Jean Kjoller Bob Nikel Grady Clay             | Porsche 911 Carrera RSR | 529    |
| DNF  | GTP    | 6   | N.A.R.T.                      | Bob Wollek Edgar Dören Randy Lanier           | Ferrari 512 BB          | 523    |
| DNF  | GTP    | 9   | Garretson Enterprises         | Bobby Rahal Bruce Canepa Jim Trueman          | March 82G               | 514    |
| 25   | GTU    | 78  | Der Klaus Haus                | Scott Flanders Klaus Bitterauf Vicki Smith    | Porsche 911             | 511    |
| DNF  | GTO    | 54  | Montura Racing                | Tony Garcia Albert Naon Rob McFarlin          | BMW M1                  | 475    |
| 27   | GTO    | 50  | Diego Febles Racing           | Diego Febles Tato Ferrer Chiqui Soldevilla    | Porsche 911 Carrera RSR | 464    |
| 28   | GTO    | 80  | Herb Adams                    | Roger Mears Leonard Emanuelson Herb Adams     | Pontiac Firebird        | 435    |
| DNF  | GTO    | 84  | Scorpio Racing                | Jamsal Eduardo Barrientos Eduardo Galdamez    | Porsche 934             | 420    |
| 30   | GTO    | 4   | Oftedahl Racing               | Bob Raub Bob Leitzinger Art Pasmas            | Pontiac Firebird        | 420    |
| DNF  | GTP    | 3   | Belcher Racing                | Danny Sullivan Gary Belcher Hubert G. Phipps  | Rondeau M382            | 408    |
| DNF  | GTP    | 65  | Prancing Horse Farm Racing    | Rick Knoop Carson Baird Tom Pumpelly          | Ferrari 512 BB          | 377    |
| 33   | GTP    | 51  | Meldeau Tire World            | Tom Juckette Mike Meldeau Bill McDill         | Chevrolet Camaro        | 351    |
| DNF  | GTP    | 62  | Golden Eagle Racing           | Bill Koll Irv Hoerr Skeeter McKitterick       | Rondeau M382            | 338    |
| 35   | GTU    | 30  | Case Racing                   | Russ Long Craig Case Ron Case                 | Porsche 911             | 332    |
| DNF  | GTO    | 02  | Marketing Corp. of America    | John Bauer Gary Pratt Milt Minter             | Ford Mustang            | 321    |
| 37   | GTO    | 20  | AutoWest                      | Ron Hunter Richard Turner Duane Eitel         | Mercury Capri           | 304    |
| DNF  | GTP    | 44  | Stratagraph                   | Billy Hagan Terry Labonte Gene Felton         | Chevrolet Camaro        | 295    |
| 39   | GTO    | 29  | Oberdorfer Research           | Dave Heinz Peter Kirill Hoyt Overbagh         | Chevrolet Monza         | 276    |
| DNF  | GTO    | 21  | Crevier & Associates          | Joe Crevier Fred Stiff Dennis Wilson          | BMW M1                  | 267    |
| 41   | GTU    | 42  | Gary Wonzer                   | Gary Wonzer Bill Bean Chuck Grantham          | Porsche 911             | 261    |
| DNF  | GTU    | 23  | Raytown Datsun/D. Preston     | Dick Davenport Frank Carney John McComb       | Datsun 280ZX            | 247    |
| 43   | GTO    | 34  | Drolsom Racing                | George Drolsom Bill Johnson Werner Frank      | Porsche 924 Carrera GTR | 238    |
| DNF  | GTP    | 10  | Oftedahl Racing               | Carl Shafer Joe Mooney Tony Brassfield        | Chevrolet Camaro        | 231    |
| DNF  | GTP    | 09  | Thunderbird Swap Shop         | Preston Henn Desiré Wilson Marty Hinze        | Porsche 935             | 229    |
| DNF  | GTO    | 49  | Copeman Racing                | Jerry Jolly Bob Copeman Tom Alan Marx         | Porsche 911 Carrera RSR | 220    |
| DNF  | GTU    | 83  | Zotz Garage                   | Harro Zitza John Belperche Doug Zitza         | Porsche 914             | 213    |
| DNF  | GTU    | 13  | Hallet Motor Racing Circuit   | Anatoly Arutunoff Jose Marina                 | Lancia Stratos HF       | 209    |
| DNF  | GTU    | 27  | Scuderia Rosso                | Jim Fowells Ray Mummery John Carusso          | Mazda RX-7              | 168    |
| DNF  | GTO    | 43  | Bob Gregg Racing              | Bob Young Bob Gregg Ray McIntyre              | Porsche 911 Carrera RSR | 161    |
| DNF  | GTP    | 7   | Cooke Racing                  | Ralph Kent-Cooke Eppie Wietzes Jim Adams      | Lola T600               | 138    |
| DNF  | GTO    | 67  | Levi's Team Highball          | Les Delano Andy Petery Jeremy Nightingale     | AMC Spirit AMX          | 137    |
| 53   | GTP    | 70  | Genesis Racing                | Larry Chmura Jim Schofield Brent Regan        | Chevron GTP             | 119    |
| DNF  | GTU    | 08  | Portia Parlor                 | Alan Howes Paul Nacthwey Oliver Jones         | Porsche 911 SC          | 103    |
| DNF  | GTO    | 75  | Performance Plus Products     | Dale Kreider Keith Swope Peter Knab           | Chevrolet Corvette C3   | 101    |
| DNF  | GTO    | 07  | Heimrath Racing               | Ludwig Heimrath Ludwig Heimrath jr.           | Porsche 924 Carrera GTR | 91     |
| DNF  | GTO    | 60  | Bob's Speed Products          | Guy Church Tom Alan Marx Bob Lee              | AMC AMX                 | 91     |
| DNF  | GTO    | 15  | D&L Performance               | Dave Panaccione Chip Mead John Graham         | Porsche 911 Carrera RSR | 71     |
| DNF  | GTO    | 73  | Wolf Engine                   | Clark Howey Dale Koch Tracy Wolf              | Chevrolet Camaro        | 70     |
| DNF  | GTP    | 25  | Red Lobster Racing            | Dave Cowart Kenper Miller Charles Mendez      | March 82G               | 68     |
| DNF  | GTP    | 2   | John Fitzpatrick Racing       | John Fitzpatrick David Hobbs Wayne Baker      | Porsche 935             | 59     |
| DNF  | GTP    | 0   | Interscope Racing             | Ted Field Danny Ongais Bill Whittington       | Porsche 935             | 55     |
| DNF  | GTO    | 89  | Herb Adams                    | Gary English Jerry Thompson David Price       | Chevrolet Camaro        | 42     |
| DNF  | GTU    | 87  | Ralph Sanchez Racing          | Armando Ramirez Steve Cook Bill Cooper        | Mazda RX-7              | 26     |
| DNF  | GTO    | 79  | Promo Ltd./Whitehall Cap.     | Bob Bergstrom Tom Winters Robert Overby       | Porsche 924 Carrera GTR | 12     |
| DNF  | GTO    | 41  | Starved Rock Ledge            | Rusty Schmidt Scott Schmidt Kerry Hitt        | Chevrolet Corvette      | 9      |
| DNF  | GTU    | 52  | Ours & Hours Racing           | Jack Swanson Fred Snow Tom Cripe              | Porsche 911             | 2      |
| DNF  | GTO    | 11  | Kendall Racing                | Dennis Aase Chuck Kendall John Hotchkis       | BMW M1                  | 1      |
| DNF  | GTP    | 47  | Tide Racing                   | Bernard de Dryver Tom Davis                   | Ferrari 512 BB          | 1      |

1962 · 1963 · 1964 · 1965 · 1966 · 1967 · 1968 · 1969 · 1970 · 1971 · 1972 · 1973 · 1974 · 1975 · 1976 · 1977 · 1978 · 1979 · 1980 · 1981 · 1982 · 1983 · 1984 · 1985 · 1986 · 1987 · 1988 · 1989 · 1990 · 1991 · 1992 · 1993 · 1994 · 1995 · 1996 · 1997 · 1998 · 1999 · 2000 · 2001 · 2002 · 2003 · 2004 · 2005 · 2006 · 2007 · 2008 · 2009 · 2010 · 2011 · 2012 · 2013 · 2014 · 2015 · 2016 · 2017 · 2018 · 2019 · 2020 · 2021 · 2022 · 2023 · 2024 · 2025